# Вивиан, Маргарет
Маргарет Вивиан (в девичестве Браун; 25 февраля 1906 года — 20 сентября 2018 года) — англо-австралийская долгожительница. С сентября 2017 до своей смерти являлась старейшим живущим жителем Австралии.

## Биография
Маргарет родилась 25 февраля 1906 года в Глазго. Она была младшим ребёнком. Когда ей было 10 Маргарет переехала в Австралию.
В 1927 году она вышла замуж за Джека Вивиана. У пары появилось двое детей: Пегги и Том. Позже у мужа Маргарет начала прогрессировать эмфизема и она была вынуждена ухаживать за ним 17 лет, пока он не умер. После его смерти Вивиан была морально опустошена и родственники отправили её в Квинсленд погостить у друга семьи. После того, как она вернулась, Вивиан отправилась в мировое путешествие, а позже поступила в школу для пожилых.
Маргарет скончалась 20 сентября 2018 года в Перте, Австралия, в возрасте 112 лет 207 дней.